# Marquardsburg (Eckental)
Marquardsburg ist ein Gemeindeteil des Marktes Eckental im Landkreis Erlangen-Höchstadt (Mittelfranken, Bayern). Marquardsburg liegt in der Gemarkung Eckenhaid.

## Lage
Der ehemalige Weiler ist mittlerweile im Neubaugebiet des Gemeindeteils Eckenhaid als Ortsstraße Marquardsburg aufgegangen. Sie liegt am Eckenbach, einem linken Zufluss der Schwabach. Unmittelbar westlich jenseits des Bachs liegt die Eckenmühle.

## Geschichte
Gegen Ende des 18. Jahrhunderts bestand Marquardsburg aus einem Anwesen. Das Hochgericht übte das nürnbergische Pflegamt Lauf aus. Die Grundherrschaft hatte die Herrschaft Eckenhaid inne.
Im Rahmen des Gemeindeedikts wurde Marquardsburg dem 1808 gebildeten Steuerdistrikt und Ruralgemeinde Herpersdorf zugeordnet. Mit dem Zweiten Gemeindeedikt (1818) war sie Teil der neu gebildeten Ruralgemeinde Eckenhaid. In der freiwilligen Gerichtsbarkeit unterstand der Ort dem Patrimonialgericht Eckenhaid.
Am 1. Juli 1972 wurde Marquardsburg im Zuge der Gebietsreform in die neu gebildete Gemeinde Eckental eingegliedert.

### Baudenkmäler
- Marquardsburg 1, 2: Herrensitz der Nürnberger Patrizierfamilie Muffel
- Marquardsburg 4, 4a: Wirtschaftsgebäude

### Einwohnerentwicklung
| Jahr      | 001818 | 001840 | 001861 | 001871 | 001885 | 001900 | 001925 | 001950 | 001961 | 001970 | 001987 |
| Einwohner | 25     | 20     | 20     | 27     | 34     | 28     | 34     | 58     | 48     | 43     | *      |
| Häuser    | 5      | 3      |        |        | 3      | 7      | 7      | 6      | 8      |        | *      |
| Quelle    | [ 7 ]  | [ 8 ]  | [ 9 ]  | [ 10 ] | [ 11 ] | [ 12 ] | [ 13 ] | [ 14 ] | [ 15 ] | [ 16 ] | [ 17 ] |

## Religion
Der Ort ist evangelisch-lutherisch geprägt und nach St. Bartholomäus (Eschenau) gepfarrt. Die Katholiken sind nach St. Walburga (Kirchröttenbach) gepfarrt.